# Palestina (Huila)
Palestina es un municipio colombiano localizado al suroeste del departamento del Huila. Es una región montañosa que se encuentra sobre las inmediaciones del Macizo Colombiano entre las cordilleras Central y Oriental. Hace parte de la región Subsur del departamento. Su extensión territorial es de 346 km², su altura es de 1552 m s. n. m. y su temperatura promedio es de 19 °C.
Cuenta con una población de 12.075 habitantes de acuerdo con proyección del DANE para año 2019. Tiene como base fundamental la agricultura y la ganadería, y en menor escala la piscicultura y el ecoturismo regional recreativo y de investigación; ya que es la principal vía de acceso al parque nacional natural "Cueva de los Guácharos". Sus principales cultivos son: el café, caña de azúcar, granadilla, tomate de árbol, pitahaya, lulo, entre otros productos. Es conocido como «Ciudad Cosmopolita del Huila».

## Historia
Fecha de fundación: 30 de julio de 1937, por el presbítero Camilo Trujillo Silva.

### Reseña histórica
De este municipio se tiene conocimiento desde 1860, fecha en la cual se menciona la Hacienda el Quebradón, de propiedad del señor Lorenzo Cuéllar. En esta hacienda se reunía toda la quina y el caucho que producía el sur del Huila para luego enviarlo en recuas de mula al puerto de Caracolí, y finalmente embarcarla hacia el exterior. Los años pasaron y solo hasta 1923 es cuando se compran las primeras 10 hectáreas de tierra de la Hacienda el Quebradón con destino a la organización de chozas.
El pueblo tuvo sus inicios en 1937 por obra del sacerdote Camilo Trujillo Silva; su desarrollo como caserío primero y como inspección de policía después dependiente del municipio de Pitalito, le permitieron que en 1984 fuera erigido como municipio.

## Geografía

### Topografía
Al suroeste del departamento del Huila se encuentra el municipio de Palestina. La mayor parte de su territorio es montañoso, pero también presenta unas zonas planas principalmente en los valles del río Guarapas. La formación orográfica más destacada es la serranía de la Ceja que se desprende de los picos de la Fragua y avanza hacia el oeste, dividiendo las aguas de los ríos Guarapas y Suaza. Por la conformación de su topografía, la jurisdicción está comprendida en los pisos térmicos medio y frío. Bañan sus tierras las aguas del río Guarapas, las de la quebrada La Quebradona (gran quebrada)  y las de algunas fuentes de menor caudal.

### Clima
El municipio de Palestina posee dos clases de clima: frío y templado, y es considerado como la fábrica de agua y bosques del Huila. Su temperatura promedio es de 19 °C, alcanzado una mínima de 12 °C y una máxima de 28 °C.
Límites del municipio:
Por el Norte: con el Municipio de Pitalito. Por el Sur: con el Departamento del Cauca. Por el Oriente: con el Municipio de Acevedo. Por el Occidente: con el Municipio de Pitalito.
Extensión total: 224 km².
Extensión área urbana: 8 km².
Extensión área rural: 214 km².
Altitud de la cabecera municipal: 1552 m s. n. m.
Temperatura media: 19 °C°C.
Distancia de referencia: 205 km de Neiva.

### Ecología
Como fábrica de agua, el municipio tiene entre otras las siguientes fuentes hídricas: río Guarapas, quebrada La Cascajosa  quebrada Aguas Claras, quebrada La Quebradona, quebrada Agua Azul, quebrada La Cumbre, quebrada la Danta, quebrada Caspusala.

## Economía
Tiene como base fundamental la agricultura y la ganadería, y en menor escala la piscicultura y el ecoturismo regional recreativo y de investigación  ya que es la principal vía de acceso al Parque nacional natural Cueva de los Guácharos. Sus principales cultivos son: el café, caña de azúcar, granadilla, tomate de árbol, mora, pitahaya, lulo, durazno, entre otros productos.

## Vías de comunicación
Terrestres : 
Hay tres (3) vías de acceso al Municipio: 
1. Principal: Pitalito - Palestina.
2. Acevedo - San Adolfo - Palestina.
3. Pitalito - Bruselas - Palestina.